# Heikki Hugo Herlin
Heikki Hugo Herlin, né le 7 février 1901 à Helsinki et mort le 21 août 1989 à Kirkkonummi, est un ingénieur, industriel et conseiller des mines finlandais.